# 22. østlige længdekreds
Den 22. østlige længdekreds (eller 22 grader østlig længde) er en længdekreds, der ligger 22 grader øst for nulmeridianen. Den løber gennem Ishavet, Atlanterhavet, Europa, Afrika, det Indiske Ocean, det Sydlige Ishav og Antarktis.